# George Washington híd
A George Washington híd (más néven: GW híd, a GWB, a GW, vagy a George ) a Hudson folyó felett átívelő függőhíd, mely összeköti a manhattani Washington Heightst, a New Jersey-i  Fort Leevel. A hídon a U.S. Route 1/9 és az Interstate 95-ös út halad át. Az U.S. Route 46, ami teljes egészében New Jersey-ben található, a híd közepén ér véget, New York állam határánál.
A híd két szinten teszi lehetővé a közlekedést. A felső szint négy-négy, míg az alsó szint három-három sávon bonyolítja le a forgalmat. A sebesség korlátozás a hídon 70 km/h (45 mph), bár az állandósuló torlódások miatt általában nem lehet ennyivel közlekedni, főleg a reggeli és esti csúcsidőben. Ezenfelül a felső szint mindkét oldalon biztosít gyalogos és biciklis forgalmat is. 2007-től a legforgalmasabb híd a világon, évi közel 106 millió járművel (napi 290 000 db).

## Története

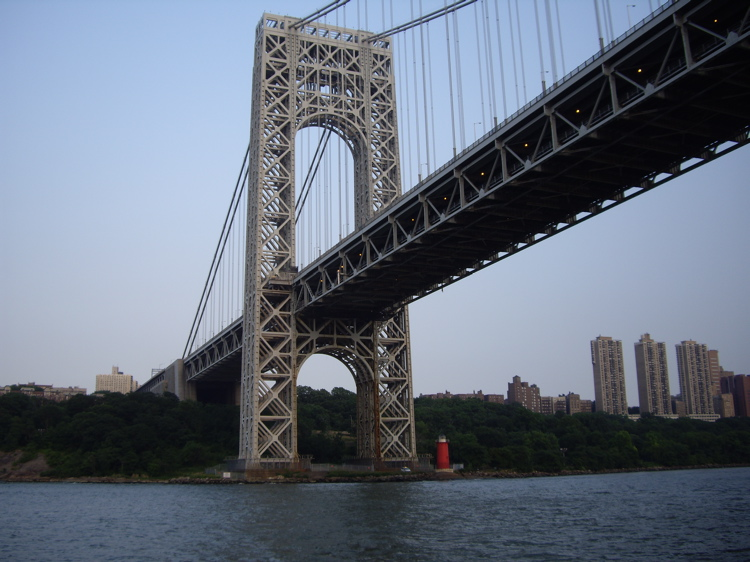
A kis piros világítótorony, a híd lábánál

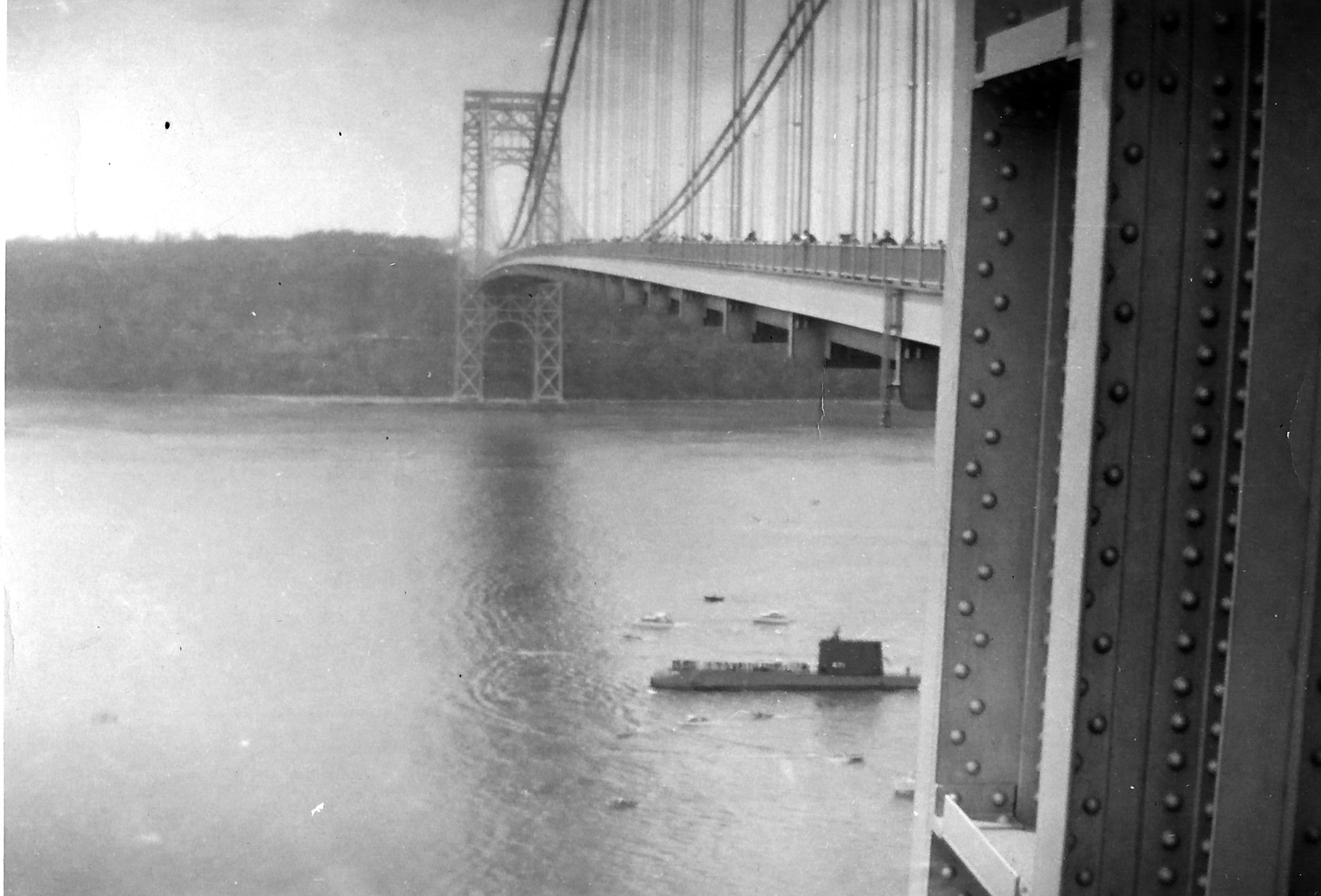
A USS Nautilus úszik el a híd alatt 1956-ban, amikor annak még csak egy útpályája volt

New York és New Jersey kormányzói már az 1906-os évben tervbe vették a Hudson folyón egy új híd építésének lehetőségét, valahol a Manhattan-i 179. utca, és a New Jersey-i Fort Lee között. Még ebben az évben létrehoztak egy bizottságot azzal a szándékkal, hogy előkészítsék a Hudson felett egy, vagy akár több híd felépítését a költségek államok közötti megosztásával. Egy 1910-es jelentésben találkozhatunk Fort Lee-vel, mint lehetséges helyszínnel: 
„Tisztán műszaki szempontból, a Hudson felett itt lehet a leggazdaságosabban megépíteni, mivel itt a legszűkebb a folyó, viszonylag kis felületi egyenetlenségekkel mindkét oldalon. A szárazföldről rövid úton megközelíthető, New Yorkból a 179. utca felől a Fort Washington Park-on keresztül, New Jersey-ből a Palisade Parkból.” 
Az új híd alapjának építése 1927 októberében kezdődött el, a PANYNJ finanszírozásával. Az építkezés főmérnöke Othmar Ammann volt, aki Cass Gilbert építészmérnökkel dolgozott. A hidat 1931. október 24-én szentelték fel, és másnap átadták a forgalomnak. Kezdetben Hudson folyó híd volt a neve, később az Amerikai Egyesült Államok első elnökének tiszteletére nevezték el George Washington hídnak. A híd közel van az egykori Fort Washingtonhoz (ma New York része) és a New Jersey-i Fort Lee-hez, amik az amerikai függetlenségi háború alatt megerősített táborok voltak George Washington tábornok és csapatai számára, hogy elriasszák a New Yorkban tartózkodó briteket. Washington evakuálta Manhattant, az emberek a két Fort (jelentése: erőd) között keltek át a folyón. 1910-ben az Amerikai függetlenségi háború lányai szervezet egy kő emlékművet emelt tiszteletére. Az emlékmű körülbelül 91 m-re van a híd lábánál lévő kis piros világítótoronytól északkeletre, a keleti horgonyzóhely felé.
1931-ben történt átadásakor a legnagyobb támaszközű függőhíd lett, felülmúlva a korábbi csúcstartó Ambassador hidat. 1100 méteres támaszközével közel megduplázta az 560 m-es korábbi rekordot, és egészen a Golden Gate híd átadásáig büszkélkedhetett ezzel a címmel.
Eredetileg a híd hat sávosnak épült, de 1946-ban két további sáv lett hozzáadva, amik napjainkban a felső szinten vannak. A második, alsó szint, ami már Ammann eredeti terveiben is megjelent, Col. McCammon által lett megrendelve az USACE-tól. Az alsó szint végül 1962. augusztus 29-én vált elérhetővé a forgalom számára. Az alsó szint vicces beceneve Martha, mivel Martha volt Washington felesége. Ez a plusz szint 75 százalékkal növelte a híd kapacitását. Az alsó szinten további 6 sáv kapott helyet, összesen tehát 14 sávos, így napjainkban is a legtöbb sávval rendelkező híd a világon.

Az eredeti tervek alapján híd tornyait betonból és gránitból képzelték el, a nagy gazdasági világválság, és az acélt illető kedvező kritika hatására azonban változtatni kényszerültek az eredeti konstrukción. Végül az acéltornyok, az egyedülálló, ,,keresztül-kasul" ívelő merevítő elemeikkel, a világon egyedülálló formát kölcsönöztek a hídnak. Le Corbusier a következőt mondta az egyszerű acélszerkezetről: 
„The George Washington Bridge over the Hudson is the most beautiful bridge in the world. Made of cables and steel beams, it gleams in the sky like a reversed arch. It is blessed. It is the only seat of grace in the disordered city. It is painted an aluminum color and, between water and sky, you see nothing but the bent cord supported by two steel towers. When your car moves up the ramp the two towers rise so high that it brings you happiness; their structure is so pure, so resolute, so regular that here, finally, steel architecture seems to laugh. The car reaches an unexpectedly wide apron; the second tower is very far away; innumerable vertical cables, gleaming against the sky, are suspended from the magisterial curve which swings down and then up. The rose-colored towers of New York appear, a vision whose harshness is mitigated by distance.” (When the Cathedrals were White)
A 2001. szeptember 11-ei terrortámadásokat követően, a New York-i hatóságok megtiltották a lakosságnak, hogy képeket készítsenek az épületekről, mivel potenciális veszélyforrásnak tartottak minden képet, amit a terroristák tanulmányozni tudnak. Egy esetlegesen a híd ellen elkövetett merényletet sem zártak ki. A tilalmak többségét mára visszavonták. Ha az időjárás engedi, az amerikai nemzeti ünnepek alkalmával a híd ad helyet a világ legnagyobb amerikai zászlajának, a maga 27 m-es hosszával és 18 m-es szélességével; a zászló közel 200 kg-ot nyom.

## Úthálózat

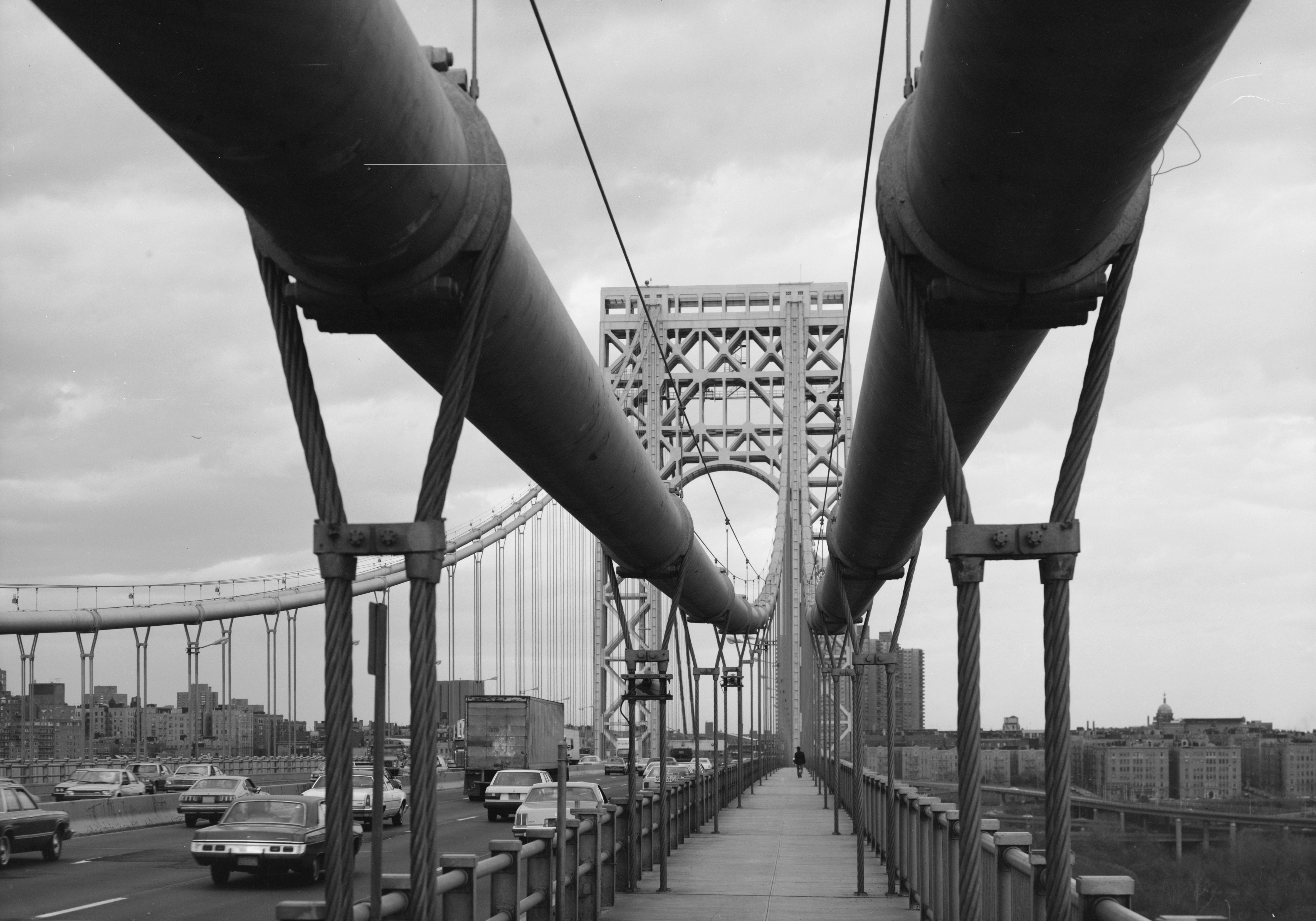
A GWB 1985 körül

A hídon több amerikai főút is áthalad. Az I-95, az US-1, és az US-9 teljes egészében áthalad a hídon, az US-46 pedig a közepén ér véget. Az I-80 és az NJ-4 is részt vesz a híd forgalmának lebonyolításában, de ezek véget érnek mielőtt elérnék a hidat. A híd New Jersey-i oldalán a Palisades Interstate Parkway közvetlenül kapcsolódik a híd felső szintjéhez. Tervek szerint lesz közvetlen kapcsolat a híd alsó szintjével a jövőben, egyelőre azonban elhalasztották a kivitelezést. A New Jersey Turnpike közvetlenül kapcsolódik a híd mindkét szintjéhez. A csekélyebb jelentőségű utak, és a helyi utcák kollektív elnevezése a GWB Plaza.
A híd New York-i oldalán a tizenkét sávos Trans-Manhattan autópálya halad kelet felé, keresztül Upper Manhattan szűk részén, a hídtól egészen a Harlem folyóig, elérést nyújtva a híd mindkét szintjéről a 178. utcára. Ezenfelül Manhattan nyugati részén a Henry Hudson Parkway-re és a Riverside Drive-ra, Manhattan keleti részén az Amsterdam sugárútra és a Harlem River Drive-ra is elérést biztosít. Az autópálya közvetlen haladást nyújt a GWB-től az Alexander Hamilton hídra, ami áthidalja a Harlem folyót a Cross Bronx autópálya (I-95) részeként, elérést biztosítva a Major Deegan autópályára (I-87). A George Washington híd busz terminálból közvetlen feljáró van a GWB-re.

## Vám

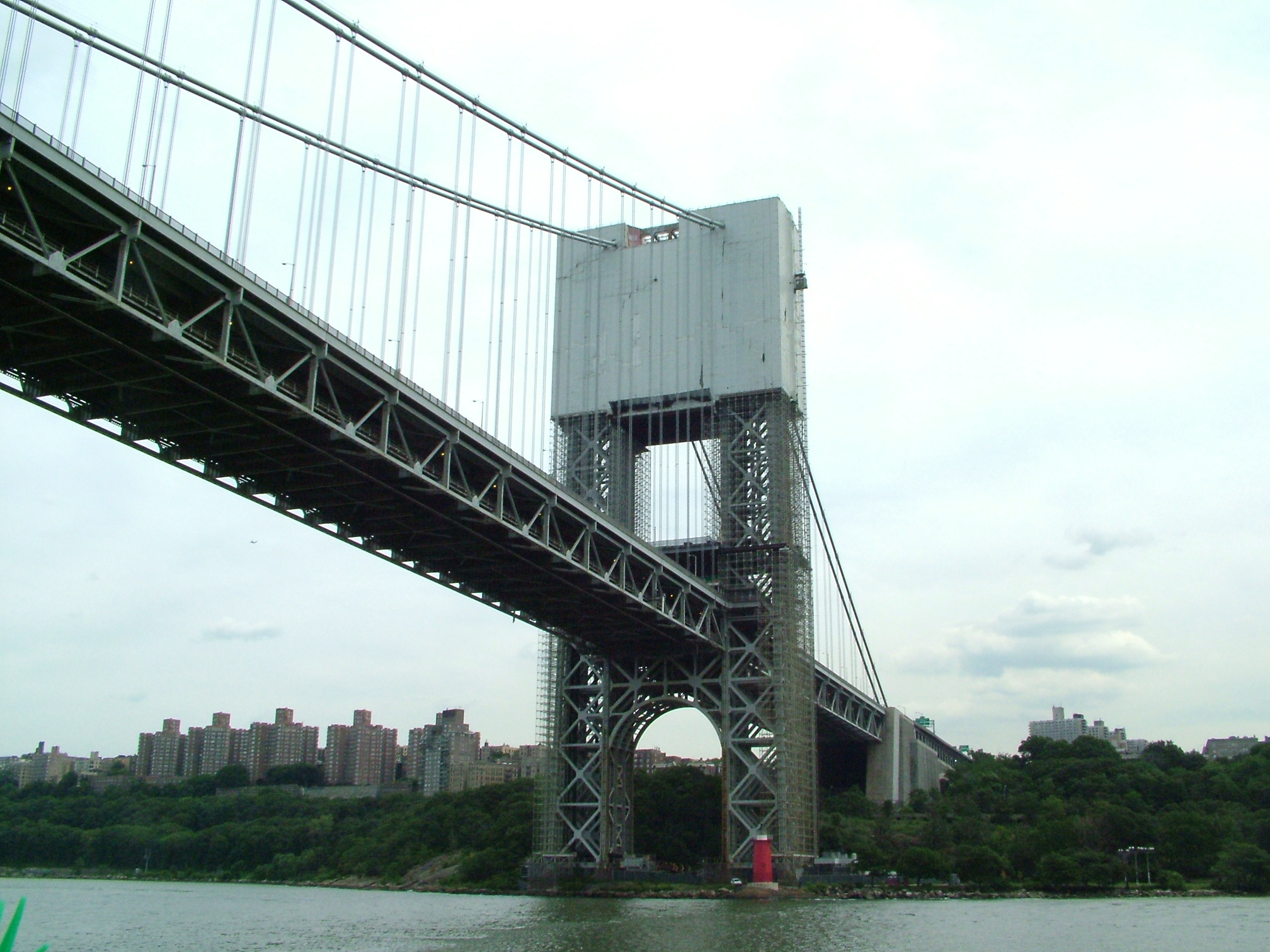
A híd New York-i hídfője felújítás alatt a Hudson folyóról, 2005 júliusában

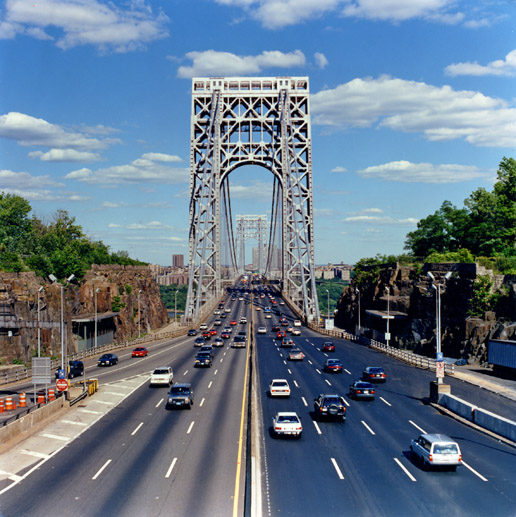
A GWB

A jelenlegi vám személyautóknak $8 készpénzes fizetés esetén, E-ZPass-szal csúcsidőben $8, E-ZPass-szal nem csúcsidőben $6. Van egy speciális kedvezmény személyautók részére három vagy több utassal bármilyen időpontban E-ZPass-szal $2. A jelenlegi vám motorkerékpárok részére $7 készpénzfizetés esetén, E-ZPass-szal csúcsidőben $7, E-ZPass-szal nem csúcsidőben $5. Kamionok számára tengelyenként $8, jelentős kedvezményekkel csúcsidőn kívül, és az éjszakai órákban.
A híd összesen 31 fizető kapuval rendelkezik, 12 van az alsó szinten, 12 a felső szinten és 7 a Palisades Interstate Parkway-ben. Az alsó kapukban és a Palisades Interstate Parkway-ben a késő esti órákban nincs személyzet, így a fizetés csak E-ZPass-szal lehetséges. Biciklivel és gyalog ingyen lehet közlekedni a járdán. Bár a híd mindkét oldalán van járda, kerékpárral és gyalogosan csak a déli járdát lehet használni. Innen lenyűgöző kilátás tárul a Hudson folyóra, Manhattan-re és a Hudson Palisades-re. A híd megnyitásakor a gyalogosoknak is fizetniük kellett 10 centet az átkeléshez.
2007 januárjában New York és New Jersey kikötői hatósága kihirdetett egy megállapodást a Geicóval, az autó biztosítással foglalkozó óriáscéggel, melynek értelmében a fizetőkapuk fölé a következő feliratok kerültek óriás hirdetőtáblákon: Geico Drive Safety (Geicoval biztonságosabb), emellett Geico feliratokat helyeztek el a fizetőkapukon és a bekötőutakon, melyek tartalmazzák a cég hivatalos gekkós logóját. A megállapodásnak 3 200 000 dollár bevételt kellett volna hoznia 2 év alatt, egy héttel később azonban a hatóság visszalépett a megállapodástól, a következőkre hivatkozva: a feliratok rontják a híd összképét, a hatóságoknak nem sikerült megfelelő haszonnal járó üzletet kötni a Geicoval, és a feliratok kihelyezését tiltják a Fort Lee-ben érvényes rendeletek.

## Gyalogos forgalom

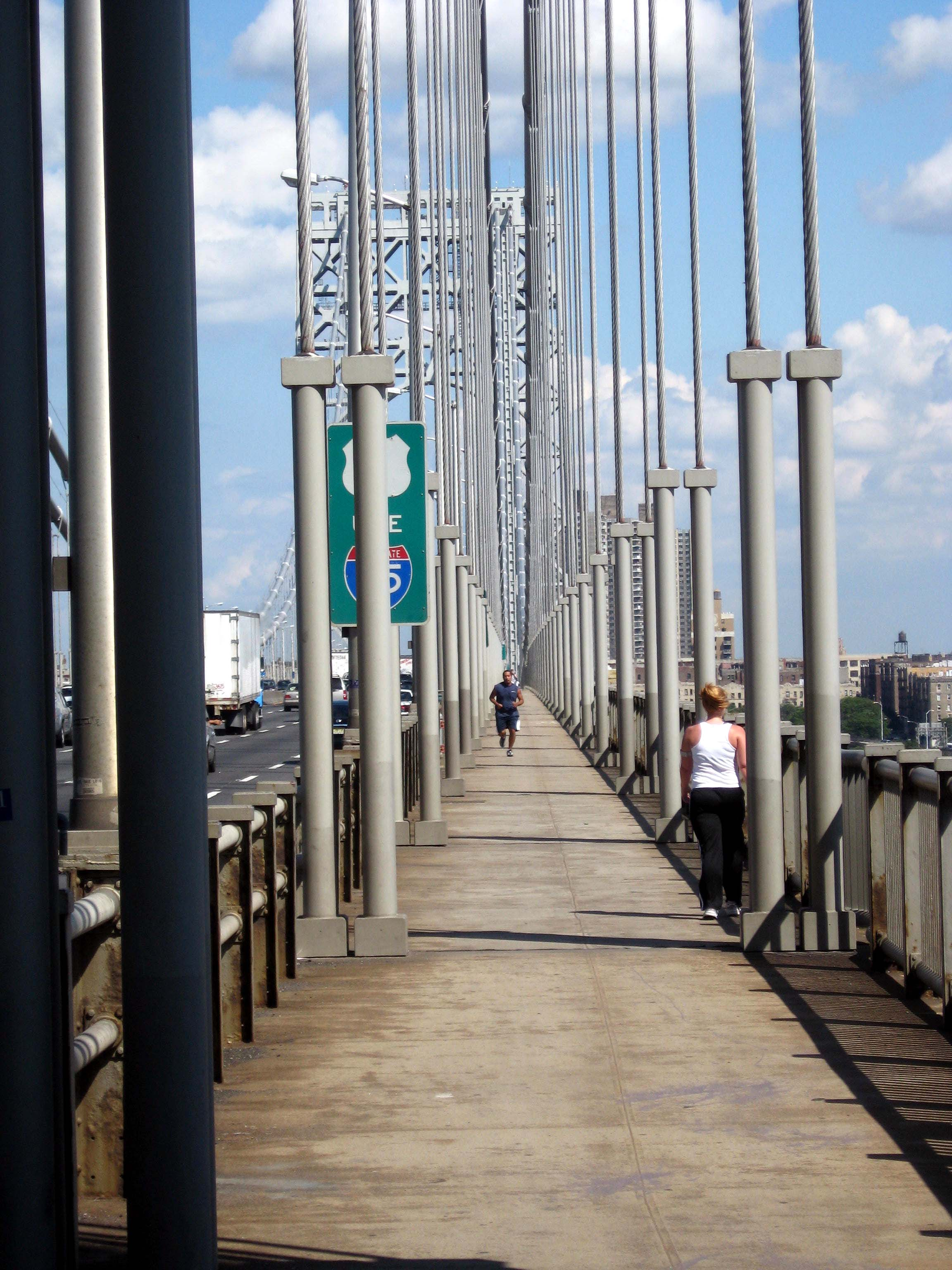
A déli járda

A George Washington híd igen népszerű a turisták, a sétálni vágyók, a biciklisek és a gördeszkások körében is. A déli járda (egy hosszú meredek feljárón keresztül közelíthető meg a híd Manhattan-i oldaláról) a kerékpárosok és a gyalogosok részére van fenntartva, vízszintes felülettel az elejétől a végéig. A járdát a 178. utca felől lehet megközelíteni, a Cabrini Boulevard nyugati részéről. A New Jersey-i Hudson terasztól is megközelíthető, bár éjjel csak a gyalogosok és a biciklisták továbbhaladását teszi lehetővé. Szintén a Hudson terasztól, kevesebb mint 90 méterre az északi járdára való felhajtástól kezdődik a Hosszú ösvény gyalogút, ami pár igazán különleges helyről nyújt lehetőséget a híd megtekintésére, mielőtt folytatódna Albany felé.
2008-ban az északi járdát a hatóságok lezárták, ugyanis csak hosszadalmas lépcsőzés árán volt megközelíthető a híd mindkét oldaláról, ami túl sok kellemetlenséget okozott az idős, mozgássérült, gyenge fizikai állapotban lévő embereknek, különösen rossz időjárás esetén.
Az Alternatív Közlekedés (New York-i nonprofit szervezet), a közelmúltban indítványozta egy javított gyalogos úthálózat kiépítését, ami biztonságosabb közlekedést biztosítana a New Jersey-i Fort Lee-be a George Washington hídon.

## Öngyilkosságok
A híd, az Empire State Buildinggel egyetemben, azok közé a helyek közé tartozik New Yorkban, ahol leggyakrabban kísérelnek meg öngyilkosságokat. James Baldwin Más ország című regényében a főhős, a hídról veti magát a mélybe.

## A kultúrában

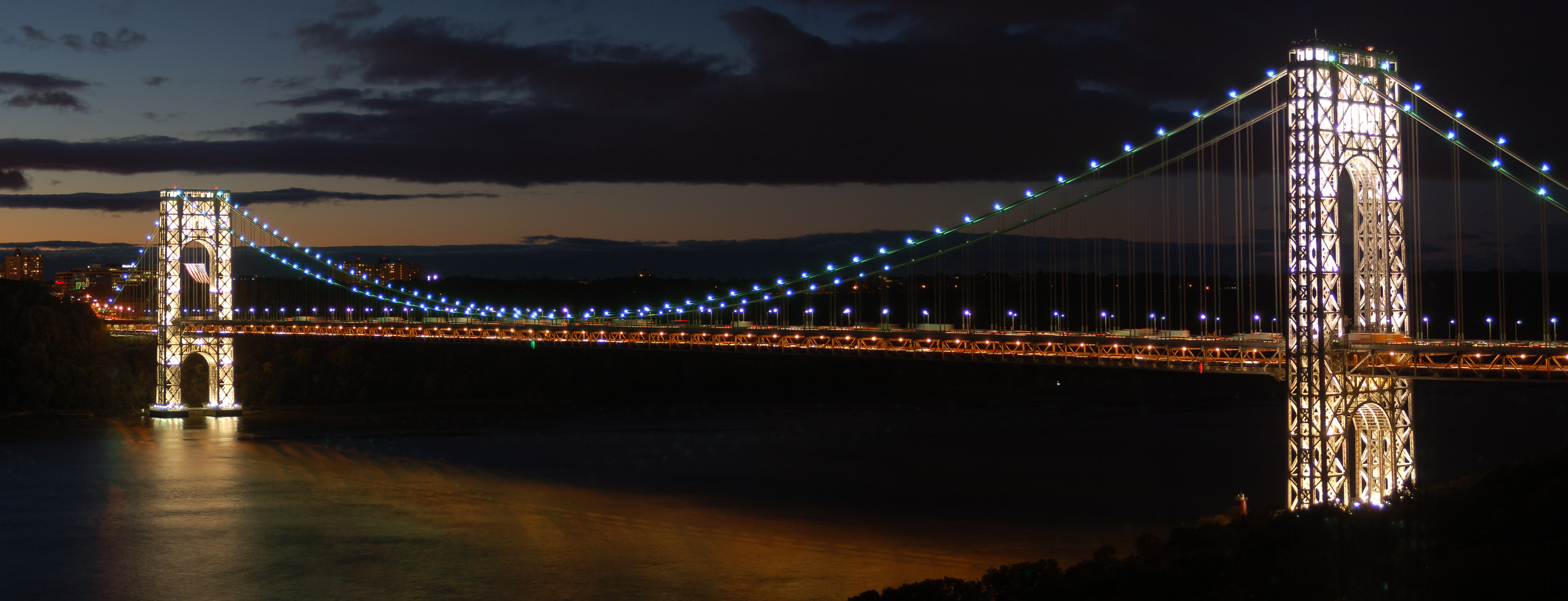
A George Washington híd Riverside Drive-ról

- A híd feltűnik néhány jelenet erejéig a Fedőneve: Donnie Brasco, Cop Land és a Segítség, felnőttem! című filmekben.
- A híd megjelenik az A Keresztapa című filmben, az olasz éttermi lövöldözés előtt, amikor Michael Corleone sofőrje a híd közepén egy hirtelen U kanyarral próbálja meg lerázni a maffiavezér testőrségét, majd Manhattan felé veszi az irányt.
- Számos könyvben is feltűnik, többek között a The Little Red Lighthouse and the Great Gray Bridge című gyermekkönyvben.
- Stephen King A Setét Torony III: Puszta földek című regényében, a főhős egy düledező hidat ér el, ami úgy néz ki, mint a GWB.
- Megjelenik a 2001-es Metal Gear Solid 2: Szabadság fiai videójáték interjújában.